# 岸倉松
岸 倉松（きし くらまつ、1878年（明治11年）11月23日 - 1968年（昭和43年）4月1日）は、日本の外交官。幣原喜重郎首相の内閣総理大臣秘書官。東京帝国大学卒業。秋田県出身。

## 生涯
岸太右衛門の長男として生まれる。東京帝国大学卒業後、外務省に入省し、内閣調査局調査官、在アントワープ領事を経て1940年（昭和15年）に幣原喜重郎首相の内閣総理大臣秘書官となる。東京帝国大学時代は内閣総理大臣を歴任した広田弘毅と同期であった。
また私生活では正則英語学校の校長である斎藤秀三郎の長女・ふみと結婚し1男4女を儲ける。
1968年（昭和43年）4月1日、死去。

## 栄典
勲章等
- 1940年（昭和15年）8月15日 - 紀元二千六百年祝典記念章[5]